# リバティーン (思想)
リバティーン(英: Libertine）リバティニズム(英: libertinism)とは性的拘束を害悪だと見なし、自由奔放を求める思想。快楽主義、自由主義の極端な形態とされる。

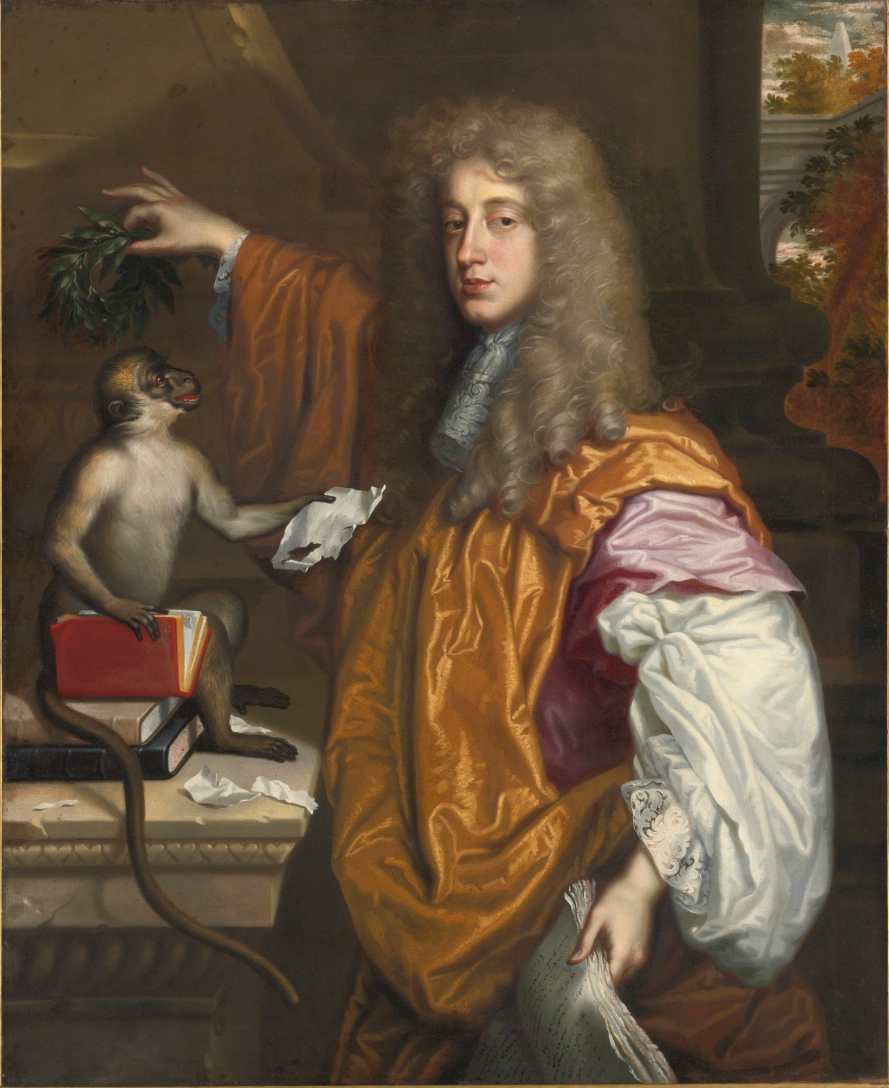
John Wilmot by Jacob Huysmans

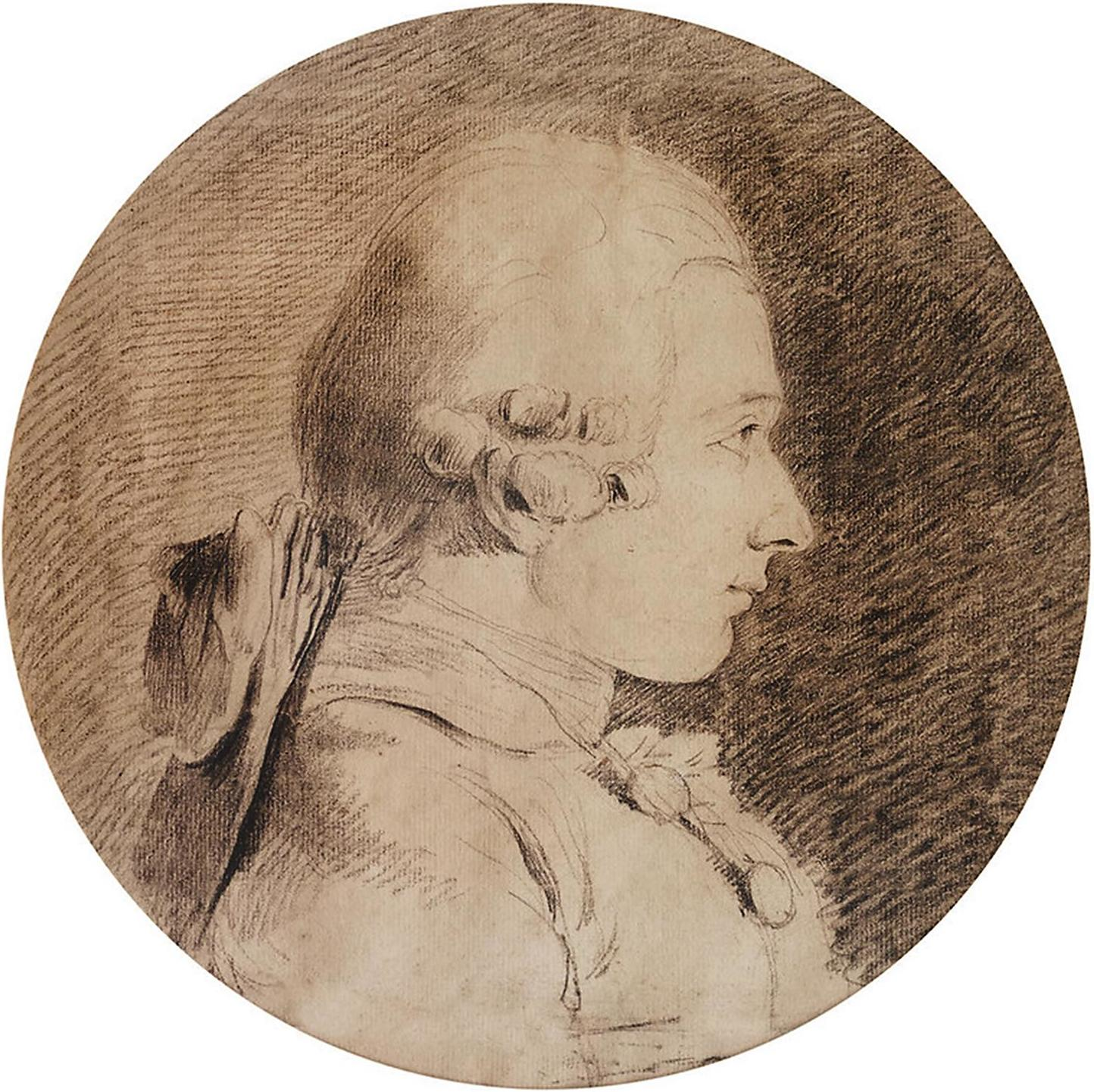
Marquis de Sade by Charles-Amédée-Philippe van Loo

リバティーンは17世紀、18世紀、19世紀に、特にフランスとイギリスで多くの支持者を獲得した。その中で注目すべきは、ジョン・ウィルモット (第2代ロチェスター伯)とサド侯爵である。